# Dolichopeza (Oropeza) fokiensis
Dolichopeza (Oropeza) fokiensis is een tweevleugelige uit de familie langpootmuggen (Tipulidae). De soort komt voor in het Oriëntaals gebied.